# Arend Regeer
Arend Regeer (4 september 1974) is een Nederlands voormalig voetballer die als middenvelder voor Telstar in de Eerste divisie speelde. Arend Regeer is de vader van profvoetballer en Nederlands jeugdinternational Youri Regeer.